# Аутистичен спектър
Разстройствата от аутистичния спектър са психични разстройства, които се проявяват в ранна детска възраст. Прототип на тези разстройства е детският аутизъм. Основни характеристики са сериозни нарушения на комуникацията и човешките взаимоотношения, както и повтарящи се стереотипни действия.
В Международната класификация на болестите (МКБ-10) биват кодирани като генерализирани разстройства на развитието (код F84, вж. МКБ-10). Към тази категория спадат детският аутизъм, атипичният аутизъм, синдромът на Рет, друго дезинтегративно разстройство в детството, синдромът на Аспергер и хиперактивното разстройство, съчетано с умствено изоставане и стереотипни движения. В друга меродавна класификация на психичните разстройства DSM-IV (Diagnostic and Statistical Manual of Mental Disorders-IV) на щатската психиатрична асоциация липсва хиперактивното разстройство, но диагностичните критерии на останалите разстройства се припокриват с критериите на МКБ-10.

## Общи понятия
Аутистичният спектър е общ термин, обхващащ редица състояния на неврологичното развитие, наричани разстройство на аутистичния спектър (РАС, autism spectrum disorder, ASD). В Диагностичния и статистически наръчник на психичните разстройства, думата „спектър“ е дефинирана, за да обхване по-широка група състояния и разнообразия във вида и видимата сложност на симптомите; този подход се следва след 1980-те. някои ползват и „състояния от аутистичния спектър“, за да се избегне възприеманата негативност от думата „разстройство“. Синдромът на Аспергер е част от термина „разстройство от аутистичния спектър“ (РАС). 11-а международна класификация на болестите (МКБ-11, ICD-11), публикувана през януари 2021 г., характеризира РАС с дефицити в способността на индивида да започне и поддържа двупосочна социална комуникация и ограничено или повтарящо се поведение, необичайно за възрастта на индивида или за ситуацията. Въпреки че са свързани с ранното детство, симптомите могат да се появят по-късно, често свързани с повече социално взаимодействие. Със значителни вариации, и според контекста, дефицитите могат да затруднят лични, семейни, социални, образователни и професионални ситуации; диагностицираните с РАС варират от независими и надарени до много затруднени и нуждаещи се, изискващи намеса и дългосрочна подкрепа.

## Симптоми
Симптомите могат да бъдат открити преди навършване на две години и опитни практици могат да дадат надеждна диагноза дори до тази възраст. Въпреки това, диагнозата може да се появи и по-късно, дори в зряла възраст. Признаците са много и могат да са специфично или повтарящо се поведение, повишена чувствителност към материали, разстройство от промени в рутината, видимо намален интерес към другите, избягване на контакт с очите и ограничения в социални ситуации и при вербалната комуникация. Когато социалното взаимодействие стане по-важно някои с пренебрегнато състояние страдат от социално и друго изключване и е по-вероятно да имат съпътстващи психични и физически състояния. Дългосрочните проблеми могат да включват трудности в ежедневния живот, като точност през деня, свръхчувствителност (например към храни, шумове, текстури на тъканите), започване и поддържане на лични взаимоотношения и продължителна професионална работа.

## Причини и диагноза
Причините за състоянията от аутистичния спектър остават несигурни. Генетичните и невронаучни изследвания са идентифицирали модели на риск, но недостатъчно за практическа полза. Изследвания върху близнаци показват по-голяма вероятност от наследственост на състоянието спрямо факторите на околната среда. Проучвания сравняващи данни от множество страни също показват генетична връзка. Рисковите фактори могат да включват семейна анамнеза за РАС, наличие на по-възрастен родител, определени генетични заболявания, определени предписани лекарства, приемани по време на бременност и общи затруднения в перинаталното и неонаталното здраве.
Диагнозата се основава на наблюдение на поведението и развитието. Много хора, особено момичета и тези с по-малко вербални умения, може да са били погрешно диагностицирани с други състояния. Оценяващите мофат да бъдат полагащите грижи, самото детето ако е способно, лекари и екип от професионалисти, включително педиатри, детски психиатри, логопеди и клинични/образователни психолози. При възрастните клиниците идентифицират неврологична история, поведение, трудности в общуването, ограничени интереси и проблеми в образованието, заетостта и социалните взаимоотношения. Предизвикателното поведение може да бъде оценено с функционален анализ, за да се идентифицират тригерите, които го причиняват.